# منتخب أروبا لكرة القدم
منتخب أروبا لكرة القدم وهو المنتخب الوطني في أروبا ويديره اتحاد أروبا لكرة القدم. لم يسبق له التأهل إلى بطولة بطولة كأس العالم لكرة القدم. أفضل ترتيب حصل عليه في التصنيف الشهري الذي يصدره الاتحاد الدولي لكرة القدم كان المركز 160 في ديسمبر 1992.

## وصلات خارجية
- قائمة بيانات المنتخب من الموقع الرسمي للفيفا باللغة العربية